# Laboratorio de Paleoetnobotánica y Paleoambiente

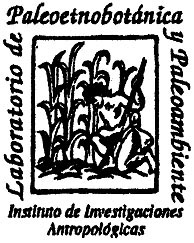
Logo del Laboratorio de Paleoetnobotánica y Paleoambiente, IIA, UNAM

El Laboratorio de Paleoetnobotánica y Paleoambiente (LPP) es un laboratorio especializado en botánica, arqueología y antropología del Instituto de Investigaciones Antropológicas, de la Universidad Nacional Autónoma de México. Fue fundado en 1976 para analizar el material botánico recuperado en las excavaciones arqueológicas que realizan diversos investigadores.

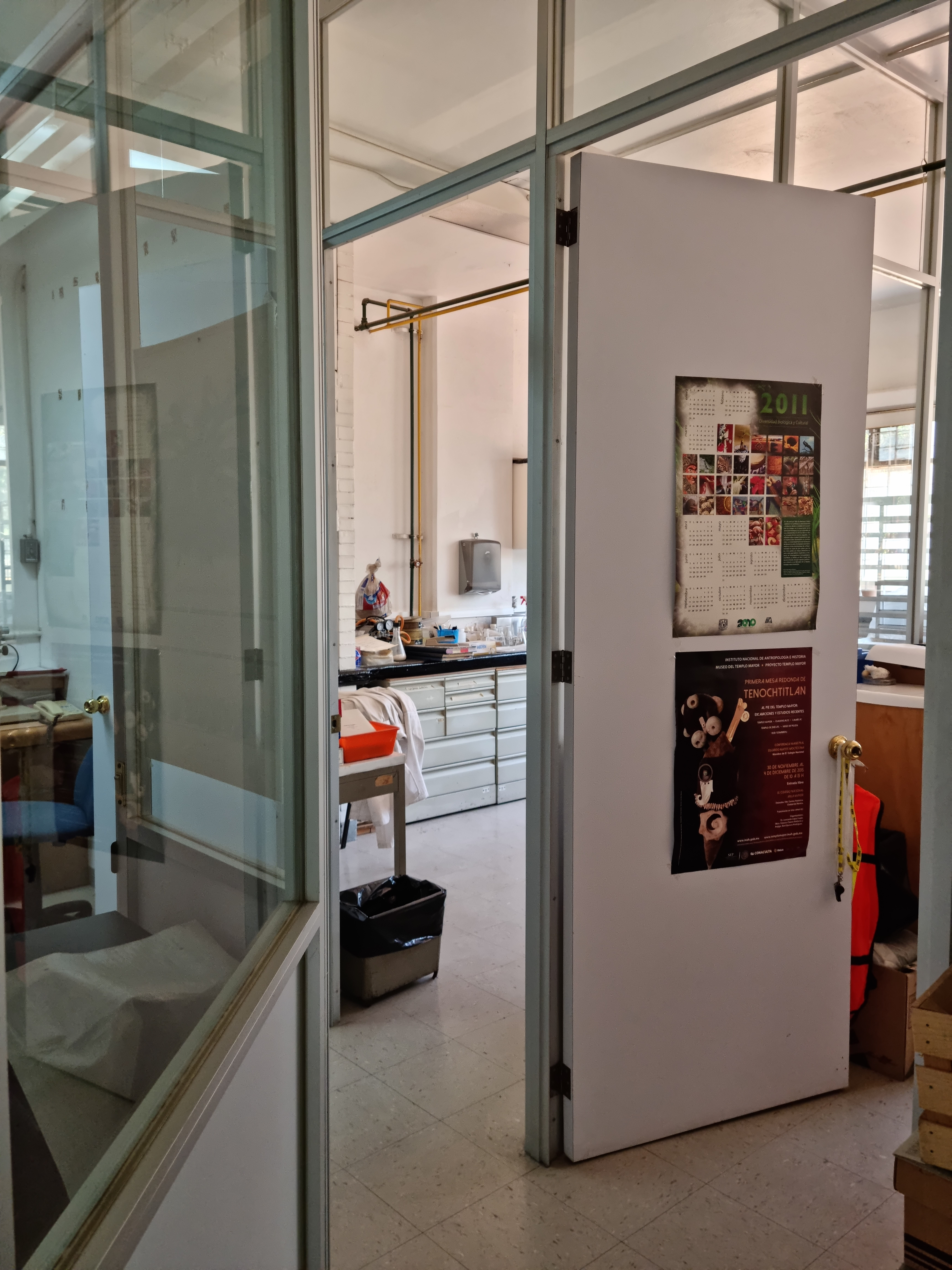
Entrada al Laboratorio de Paleoetnobotánica y Paleoambiente, UNAM

## Líneas de Investigación
El enfoque de la investigación del LPP es el estudio de las plantas consideradas como elementos del entorno natural, del paisaje humano, de la subsistencia, de la salud humana y del mundo simbólico desde la época prehistórica hasta la actualidad.
Mediante el análisis de restos de plantas preservadas en diversos contextos arqueológicos, se contribuye al conocimiento de los antiguos sistemas agrícolas, de los procesos de cambio social y económico, de las plantas autóctonas y aquellas introducidas, relacionadas con el desarrollo de las tradiciones alimentarias y medicinales mexicanas. De igual forma, se genera información que contribuye a la reconstrucción de las condiciones paleoambientales desde el Holoceno medio hasta nuestros días. Para complementar e interpretar los resultados, se consultan los estudios etnobotánicos, documentos históricos, etnohistóricos, estudios paleoambientales, geoarqueológicos  y de otros materiales como diatomeas, ostrácodos, polen, fitolitos e isótopos estables de carbono.
La investigación sobre los materiales botánicos preservados en los contextos arqueológicos se inserta en diferentes enfoques ecológicos, los cuales permiten comprender los diversos usos de las plantas por las sociedades humanas. Además el estudio de las plantas ayuda a entender la manera en que los grupos humanos han interactuado con su entorno a través de la obtención, explotación y producción de recursos para su subsistencia a lo largo del tiempo, desde la prehistoria hasta nuestros días.

## Materiales y Técnicas de estudio
Los materiales botánicos con los que se trabaja en el LPP  son de dos tipos: los macrorrestos (semillas, frutos, fibras y madera carbonizada o desecada) y microrrestos (polen, fitolitos y granos de almidón). Las técnicas básicas empleadas para la recuperación de los materiales botánicos son: la flotación para semillas y restos vegetales diversos (macrorrestos) y la extracción físico-química de polen, fitolitos y granos de almidón (microrrestos).
- Flotación: La recuperación de semillas y otros restos botánicos en sedimentos provenientes de excavaciones arqueológicas se realiza por medio de la técnica de flotación[5][6]  modificada en el LPP. La técnica se basa en las diferentes densidades de los materiales permitiendo que se separen entre sí cuando se incorporan a un medio líquido. De esta forma  se logra separar los restos orgánicos de los inorgánicos en una muestra de sedimento. En campo y en el laboratorio se han desarrollado varios sistemas para realizar la flotación y ello depende en parte a la disponibilidad de agua y el espacio necesario para procesar, secar y embalar los materiales obtenidos.

- Análisis de madera: Se utilizan tanto las muestras tomadas in situ (i.e. acumulaciones de carbón depositadas directamente en los pisos, ofrendas o en los rellenos) como los fragmentos recuperados durante la flotación. Para observar las características anatómicas que se necesitan para su determinación se utiliza la técnica de fraccionamiento.

- Fibras: Aunque las fibras tienen una definición específica, se utiliza este término en lenguaje común para referirse a muchos tipos de materiales vegetales en que se conservan restos de tejido. Dependiendo de las condiciones de preservación, las fibras pueden lavarse con agua destilada o someterse a un proceso de limpieza con hipoclorito de sodio para observarlas en el microscopio óptico. En otras ocasiones se maceran para disgregar los tejidos para así facilitar el reconocimiento de los tipos celulares.

- Extracción polen: Se realiza en muestras de sedimentos provenientes de contextos arqueológicos, y para efectuarla se emplea una técnica físico-química de limpieza con ácido clorhídrico y fluorhídrico modificada en el LPP.[7][8] La extracción de polen también se efectúa en plantas actuales, mediante una técnica basada en la acetólisis. Ambas consisten en aplicaciones continuos de ácidos para liberar el polen, ya sea de la matriz mineral, para el polen arqueológico, o por la eliminación de materia orgánica, para el moderno.

- Extracción fitolitos: Son partículas silicificadas formadas a través de la absorción del sílice del suelo, que adquieren la forma de las células de los tejidos de las plantas.[9] Se extraen a partir de sedimentos e implementos por medio de la técnica descrita por Madella y otros.[10] En el Laboratorio de Paleoetnobotánica y Paleoambiente, el estudio de fitolitos se lleva a cabo con el objetivo de proporcionar evidencia respeto a la vegetación en torno del sitio arqueológico bajo estudio, como complemento al estudio polínico, así como indicador de cambios en la vegetación circundante a través del tiempo y su relación con la actividad humana y las condiciones ambientales de la región. Los fitolitos también se pueden conservar en el cálculo dental de los restos osteológicos humanos y de fauna.

- Granos de almidón: Se pueden preservar por largos periodos de tiempo en grietas y fisuras de artefactos arqueológicos que fueron utilizados en el procesamiento de plantas, así como en el cálculo dental, lo cual se relaciona con el consumo de productos vegetales. En los implementos líticos se determina la posible presencia de almidón a través del microscopio estereoscópico. Se extraen los residuos y se montan en laminillas para su observación en el microscopio óptico. De no detectarse de esta manera, el sedimento en los artefactos se procesa usando la técnica en la que se utiliza cloruro de cesio.[11] También se pueden obtener de la matriz del suelo de los contextos arqueológicos cuidadosamente muestreados, particularmente en asociación con otras evidencias de actividades domésticas como la preparación o consumo de alimentos. El análisis de almidones se lleva a cabo en colaboración con el Laboratorio de Prehistoria y Evolución del Instituto de Investigaciones Antropológicas, UNAM.

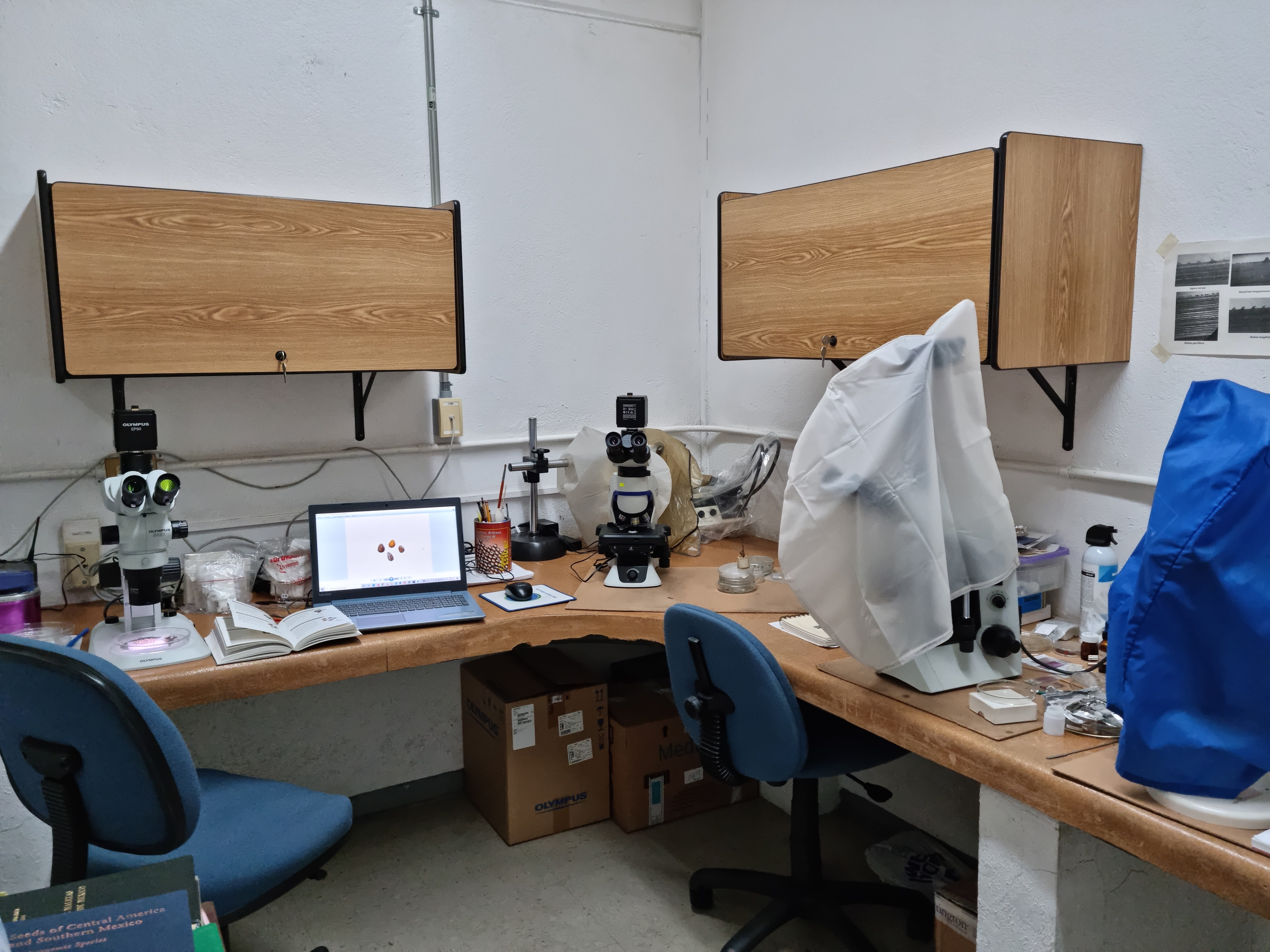
Laboratorio de Paleoetnobotánica y Paleoambiente, área de microscopios y determinación botánica de los restos arqueológicos

En todos los casos, la determinación de los taxa se lleva a cabo por comparación de las características morfológicas observadas en los materiales, con las colecciones de referencia e imágenes de materiales actuales y arqueológicos, además de las reportadas en la literatura especializada (manuales, claves, tesis, colecciones de referencia digitales).

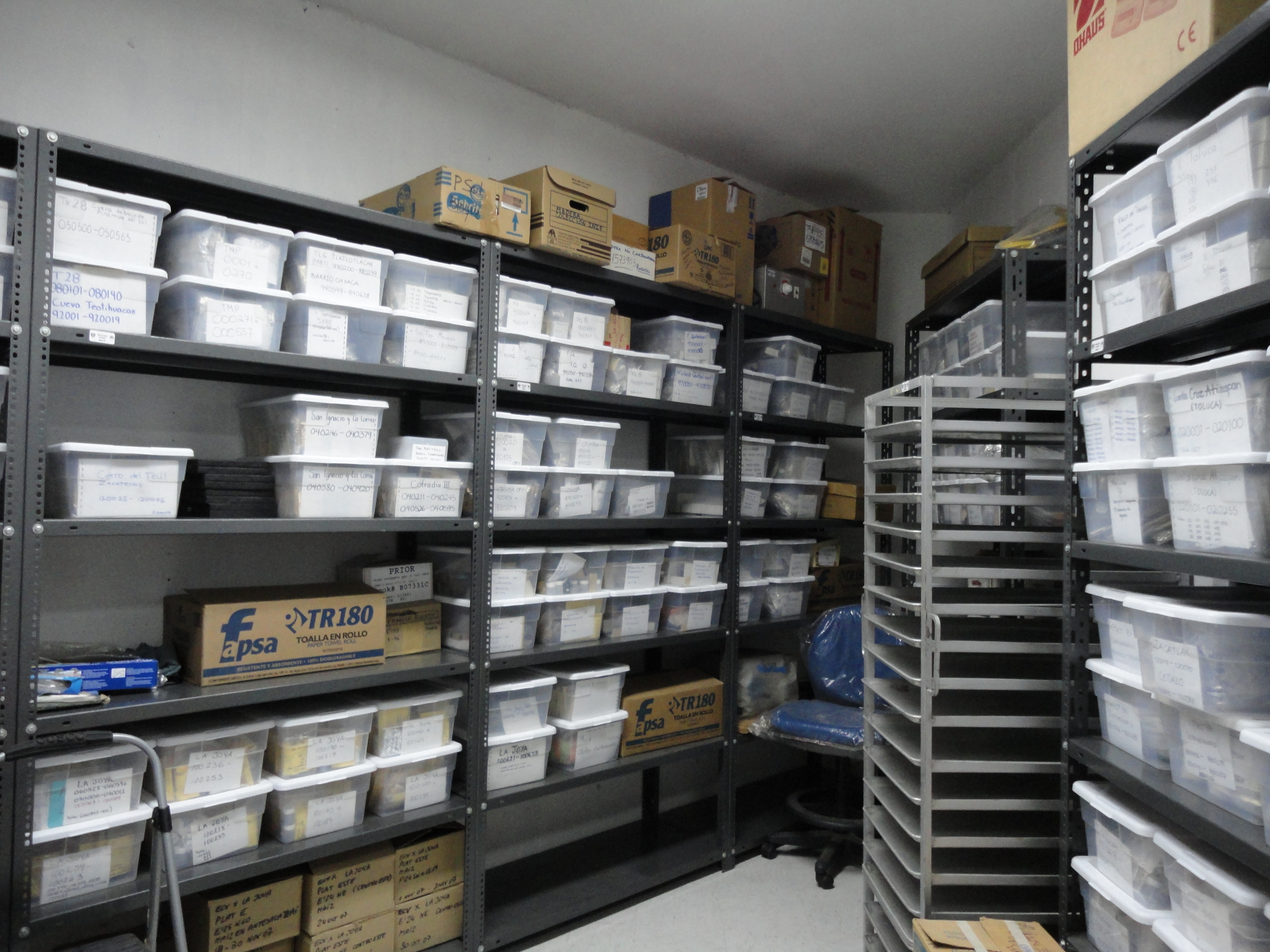
Laboratorio de Paleoetnobotánica y Paleoambiente, área de colecciones de referencia y materiales arqueológicos.

## Publicaciones
- Ibarra Morales, E, 2015, Estudio Polínico del contexto asociado al mamut (Mammuthus columbi) de Santa Ana Tlacotenco, sur de la cuenca de México, en Estudios Interdisciplinarios sobre un mamut y su contexto, L. Barba (editor), Red de Ciencias Aplicadas a la Investigación y Conservación del Patrimonio Cultural del Consejo Nacional de Ciencia y Tecnología. Pp. 99-109.

- McClung de Tapia, E., D. Martínez-Yrízar, 2017, Aztec agricultural production in a Historical Ecological Framework, Oxford Handbook of the Aztecs, editado por Deborah L. Nichols y Enrique Rodríguez Alegría. Oxford University Press. Capítulo 12, pp. 175-188. (ISBN 9780199341962).

- Stahlschmdt, M., E. McClung de Tapia, M. C. Gutiérrez-Castorena, 2019, Geoarchaeological investigation of the Street of the Dead at the Tlajinga district of Teotihuacan, Mexico, Ancient Mesoamerica 30:129-145 (ISSN 0956-5361).

- McClung de Tapia, E., G. Acosta-Ochoa, D. Martínez-Yrízar, C. C. Adriano Morán, J. Cruz Palma, B. Chaparro-Rueda, 2019, Early-Middle Formative period subsistence in the Teotihuacan Valley, Mexico: prehistoric plant remains from Altica, Ancient Mesoamerica  30:339-354 (ISSN 0956-5361).

- Acosta Ochoa, G., E. McClung de Tapia, y J. Arroyo Cabrales, 2021, Capítulo 9: The Lacustrine Preceramic Cultures in the Basin of Mexico: Recent contributions, En Preceramic Mesoamerica (editores: Jon Lohse, Alexsander Boreszja, y Arthur Joyce) Routledge Press. ISBN978-0-367-15044-0. pp. 278-303.